# Food, Inc.
Food, Inc. é um documentário americano, dirigido pelo diretor de cinema Robert Kenner. O filme aborda a questão de como a cultura do fast-food gerou a concentração da produção agrícola, que dominada pelo corporativismo está fazendo com que a agricultura familiar desapareça.
O documentário é narrado por Michael Pollan e Eric Schlosser.

## Sinopse
O documentário retrata a indústria alimentícia americana e faz uma abordagem profunda sobre o modo de produção dos alimentos que vão parar nas prateleiras de mercados e em nossas mesas. O filme procura fazer uma crítica a esse sistema, que em busca do aumento da produtividade e do lucro, cria e abate os animais de forma desumana, faz uso de hormônios e antibióticos nesses animais, insere variedades de grãos geneticamente modificados em nossos alimentos e uma série de outros componentes que contribuem para o aumento de sua contaminação.  O filme também aborda o fato de que esse modo de produção contribui com os problemas de saúde pública, como diabetes e obesidade, que atinge principalmente as populações mais carentes. 

## Entrevistas
- Patricia Buck
- Diana DeGette
- Vince Edwards
- Phil English
- Gary Hirshberg
- Larry Johnson
- William P. Kealey
- Barbara Kowalcyk
- Richard Lobb
- Carole Morison
- Orozco Family
- Moe Parr
- Eduardo Peña
- Stephen R. Pennell
- Michael Pollan
- Michael Renov
- Eldon Roth
- Troy Rousch
- David Runyon
- Joel Salatin
- Eric Schlosser
- Rosa Soto
- Allen Trenkle

## Resposta ao filme
Os produtores do filme convidaram as companhias Monsanto, Tyson Foods, Smithfields Foods, Perdue farms e outros para o direito de resposta, mas todas negaram participação. Uma aliança entre companhias produtoras de alimentos (liderada pelo American Meat Institute) criou um website, SafeFoodInc.org, em resposta às afirmações feitas no documentário. A Monsanto também criou um portal específico para responder às questões colocadas no filme sobre a conduta da companhia e seus produtos. A Cargill informou ao jornal Minneapolis Star Tribune que a companhia apoia diferentes pontos de vista sobre como a agricultura consegue alimentar o mundo diminuindo o impacto ambiental, garantindo o acesso da população a alimentos seguros e promovendo o trabalho agrícola nas comunidades; mas critica o filme pois impõe uma só resposta a uma questão tão complexa que é alimentar 6 bilhões de pessoas diversas e dispersas pelo mundo.
O diretor, Robert Kenner, negou ter atacado o sistema produtivo vigente, observando em uma entrevista que "Tudo o que queremos é transparência e uma boa conversa sobre essas questões". Na mesma entrevista ele diz "todo esse sistema é possível devido ao subsídio do governo a enormes safras como o milho. É uma forma de socialismo que está nos deixando doentes."

## Recepção da Crítica
O filme foi muito bem recebido por críticos de cinema atingindo uma nota de 96% no Rotten Tomatoes e 80/100 no Metacritic. O jornal Staten Island Advance considerou o documentário excelente, concluindo que "Documentários funcionam quando iluminam e alteram nosso modo de pensar, o que faz de Food Inc. um sucesso e um filme imperdível" . O San Francisco Examiner foi igualmente positivo considerando-o fascinante e um dos filmes mais importantes do ano.. O "Los Angeles Times" elogiou a fotografia e o classificou como eloquente e essencial.  O St. Louis Post-Dispatch observa que outros documentários e livros já trataram de problemas similares anteriormente. No entanto, o filme continua sendo essencial "O conglomerado alimentício foi coberto em um documentário menos ambicioso chamado King Corn e, um documentário mais ambicioso chamado The Corporation focou na ameaça das multinacionais; mas Food Inc. atinge o cerne do problema e faz isso com estilo".

## Prêmios e Indicações
- O filme recebeu dois Emmys em 2011 durante o 32º News and Documentary Emmy Awards: um na categoria Best Documentary e outro na categoria Outstanding Informational Programming – Long Form.[18]
- O filme ficou em 4ª posição na categoria de melhor documentário no 35º Seattle International Film Festival.[19]
- O filme foi indicado na categoria de melhor documentário Oscar 2010.[20]